# ذرات پر انرژی خورشیدی
ذرات پر انرژی خورشیدی (SEP) یا انگلیسی: Solar energetic particles، ذراتی پر انرژی هستند که از سوی خورشید می‌آیند. این ذرات نخستین بار در اوایل دههٔ ۱۹۴۰ مشاهده شدند. آن‌ها از پروتون‌ها، الکترون‌ها و یون‌های HZE (پرانرژی) از چند ده کیلو ولت تا بسیاری از (گیگا الکترون‌ولت GeV تشکیل شده‌اند (سریعترین ذرات می‌توانند با سرعت نور نزدیک شوند، مانند یک "رویداد سطح زمین"). آن‌ها از اهمیت و ویژگی خاصی برخوردار هستند زیرا می‌توانند زندگی را در فضای بیرونی (به خصوص ذرات بالاتر از ۴۰ مگا ولت) به خطر اندازند.
ذرات پر انرژی خورشیدی می‌توانند یا از یک سایت شراره خورشیدی یا توسط امواج شوک مرتبط با بیرون زدگی جرم تاج خورشیدی منشأ شوند. با این حال، تنها حدود ۱٪ از CMEها رویدادهای SEP قوی ایجاد می‌کنند.
SEPها همچنین به این دلیل که نمونه خوبی از مواد خورشیدی را ارائه می‌دهند مورد توجه هستند. با وجود همجوشی هسته‌ای در هسته، بیشتر مواد خورشیدی نمایندهٔ موادی هستند که منظومه شمسی را تشکیل داده‌اند. دانشمندان با بررسی ترکیب ایزوتوپی SEP می‌توانند به‌طور غیرمستقیم مواد تشکیل دهندهٔ منظومهٔ شمسی را بسنجند.
دو مکانیسم اصلی برای شتاب ممکن است: شتاب انتشار شوک (DSA، نمونه‌ای از شتاب مرتبه دوم فرمی)، یا مکانیسم رانش شوک. SEPها می‌توانند با انرژی ده‌ها مگا ولت در فاصله ۵–۱۰ شعاع خورشیدی (۵٪ فاصله خورشید و زمین) تسریع شوند و در موارد شدید می‌توانند در چند دقیقه به زمین برسند. این باعث می‌شود پیش‌بینی کردن، هشدار و آمادگی در برابر وقایع SEP بسیار چالش‌برانگیز باشد.